# صباح بيكتشرز
شركة صباح بيكتشرز هي شركة إنتاج وتوزيع مسلسلات تلفزيونية.

## التاريخ
في العام 1954، أخذ محمد علي صباح قرارا جريئا بتغيير نوعية العمل التجاري الذي كان يعمل فيه مع والده وهو تجارة الأقمشة بأنواعها. وبدء بدراسة السوق في لبنان بالنسبة للأفلام السينمائية لجهة عرضها في دور العرض أو توزيعها داخل لبنان.
و حيث انه في تلك الفترة كان الفيلم المصري هو السائد في كافة دول المنطقة. فقام بشراء وتجهيز عدد (2) دور عرض في لبنان، الأولى في العاصمة بيروت والثانية في جنوب لبنان، وبعد نجاح مشروع دور العرض وأظهرت النتائج أرباح كبيرة، بدء محمد علي صباح التطلع بالأسواق المحيطة بلبنان مثل سوريا والأردن وبدء بشراء حقوق هاتين المنطقتين بالإضافة إلى لبنان، وبعد عدة سنوات أصبح نطاق عمله يشمل تقريبا كافة الدول العربية من المحيط إلى الخليج وأصبح شراء حقوق الأفلام يشمل هذه المناطق.
و بعد أن أصبحت سمعة الشركة في ذلك الحين شركة صباح السينمائية طيبة واسمها لامع ومعروف على صعيد الدول العربية كافة وعلى رأسها مؤسسها محمد علي صباح، وذلك للصدق في المعاملة من جهة مع موزعي الدول والالتزام بالحقوق المادية من جهة أخرى مع منتجي الأفلام في مصر، اتجهت أنظار محمد علي صباح إلى باقي دول العالم لوجود الكم الهائل من المهاجرين العرب في دول الاغتراب.
هذا شكل حافزا لمحمد علي صباح بالقيام بإنشاء شركة مصرية في القاهرة من خلالها يتم شراء الأفلام السينمائية بالإضافة إلى إنتاج الأفلام عبرها وأصبحت الشركة في مصر تمتلك الأفلام المشتراة أو المنتجة بواسطتها وذلك لجميع أنحاء العالم وهنا ابتكر محمد علي صباح شرطا في العقود وهو الشراء «لجميع أنحاء العالم ولكافة طرق الاستغلال المعروفة حاليا أو التي قد تعرف مستقبلا ولمدى الحياة وإلى الأبد» وقد بدء الشركة في مصر تمتلك الأفلام المصرية بالشرط المذكور أعلاه وتعتبر ملكية تامة للأفلام وقد قام بإدارة المكتب بالقاهرة الشقيق الأكبر حسين صباح وقد سميت الشركة في حينه «الشركة المصرية اللبنانية للتجارة والسينما» والتي أصبحت تمتلك الأفلام وتقوم الشركة في لبنان تحت اسم «الشركة اللبنانية للتجارة والسينما» بتوزيع الأفلام لجميع أنحاء العالم وعلى رأسها كان محمد علي صباح يعاونه شقيقه الأصغر طلعت صباح الذي كان يدير عمليات الشركة في دول أوروبا وأمريكا الشمالية والجنوبية وكندا وأستراليا.
في بداية الثمانينات ظهر استغلال جديد للأفلام وهو الفيديو، وكان محمد علي صباح الأول بإنشاء شركة في بيروت تحمل اسم شركة صباح العالمية للفيديو كشركة شقيقة جهزت بأحدث ماكينات نقل الأفلام من أشرطة سينمائية إلى أشرطة فيديو (تيليسينما) لطبعها وتوزيعها على كافة أنحاء العالم باعتبار الأفلام أساسا ملكا للشركة الأم وقد تم الاستعانة بالشركة الإنكليزية.Rank Cantle
و استمر العمل بإنتاج وشراء الأفلام السينمائية لجميع أنحاء العالم وكافة طرق الاستغلال ولمدى الحياة وإلى الأبد لتصبح شركة صباح أكبر شركة للإنتاج والتوزيع بعدد ملكيتها للأفلام التي أصبح في العام 1989 قبيل وفاة محمد علي الصباح يضاهي 400 فيلم مصري، ملكية تامة مسجلة لدى غرفة صناعة السينما المصرية بالإضافة إلى مصداقيتها بالتزاماتها وتعهداتها باتجاه الآخرين.
و قبل وفاته قام محمد علي صباح في العام 1989 تخارج أشقائه من الشركات وإدخال نجله عامر الذي كان قد بدء العمل معه بالتوزيع منذ تخرجه من الجامعة في العام 1986 ليصبح شريكا بالشركة ومدير عام لمكتب القاهرة، الذي عدل اسمه ليصبح «شركة الصباح العالمية للسينما» بالقاهرة.
و بعد وفاة محمد علي الصباح أكمل عامر محمد علي صباح مشوار والده بإنتاج وشراء الأفلام المصرية والسورية واللبنانية لتوزيعها لجميع أنحاء العالم حتى العام 2003 وأصبحت الشركة تمتلك حوالي 500 فيلم مصري وسوري ولبناني.
ومنذ العام 2004 وحتى تاريخه استقر عامر محمد علي صباح في إمارة دبي بدولة الإمارات العربية المتحدة بعد أن أنشأ شركة تحت اسم «صباح بيكتشيرز» ومن خلالها يقوم بتوزيع أفلام الشركة العربية مضافا إليها بتوزيع الأفلام الأمريكية وإنتاج وتوزيع المسلسلات الخليجية والمصرية والسورية لجميع أنحاء العالم. لتصبح الشركة في دبي تمتلك أكثر من 120 فيلم أجنبي وعدد لا بأس به من المسلسلات الخليجية والسورية والمصري والبرامج التلفزيونية العربية والاجنبية لجميع أنحاء العالم.